# شفاطة (مضخة)
الشفّاطة هو نوع من المضخات التي تولد الفراغ عن طريق تأثير فينتوري. يتدفق المائع (سائل أو غاز) في أنبوب يبدأ واسعاً ثم يضيق. عندما يضيق تزداد سرعته نتيجة لتأثير فينتوري، وينخفض ضغطه. يؤخذ الفراغ في هذه النقطة.

## الأسماء
السَّفَّاط أو السَّفَّاطة أو المِسفطة أو الرشَّافة أو المصَّاصة (بالإنجليزية Aspirator)،

## الاستخدام
تعد شفاطة الماء الرخيصة والبسيطة من أكثر الشفاطات شيوعاً. يستخدم في الكيمياء وعلم الأحياء والمختبرات يمر الماء من طرفه ويستمر بشكل مستمر ليخرج من الطرف الآخر الضيق من الشفاط. ويتولد الفراغ عند الطرف الجانبي الذي يأتي عادة محززاً ليوصل به أنبوب الفراغ.
عندما يكون المائع المستخدم سائلاً، فإن قوة الفراغ الناتج لا يمكن أن يتجاوز ضغط البخار للسائل (للماء 3.2 كيلو باسكال أو 0.46 بساي أو 32 ميلي بار على الدرجة 25 مئوية أو 77 فهرنهايت). أما إذا استخدم الغاز فإن هذا الحد غير موجود.